# Nixon Perea
Nixon Perea (ur. 15 sierpnia 1973) – kolumbijski piłkarz występujący na pozycji pomocnika.

## Kariera piłkarska
Od 1993 do 1999 roku występował w Unión Magdalena, Atlético Nacional, Deportivo Pereira, Independiente Santa Fe i Vegalta Sendai.